# 拉布寺旧址
拉布寺旧址，位于中国青海省称多县拉布乡，为青海省市县级文物保护单位，公布日期为1988年9月27日，类型为古遗址。
拉布寺旧址的历史年代为清。